# Narva Kreenholm Stadium
El Narva Kreenholm Stadium (en estonio: Narva Kreenholmi staadion), también conocido como Kreenholm Stadium, es un estadio multiusos ubicado en la ciudad de Narva en Estonia y que actualmente es la sede del JK Narva Trans.

## Historia
Fue inaugurado en 1969 y es uno de los estadios ubicados más al este en Estonia ubicado aproximadamente a 900 metros de la frontera con Rusia y del río Narva que separa ambos países.
El Kreenholm Stadium ha estado bajo críticas por varias décadas, al punto que el Narva Trans en años recientes se haya visto forzado a jugar sus partidos de competiciones europeas en Rakvere debido a que el Kreenholm no cumple con los requerimientos de la UEFA.
El Narva estima que la reconstrucción del estadio estaría costando alrededor de 25 millones de euros. De acuerdo con el plan de desarrollo de 2023, el proyecto de financiación del estadio estaría para el periodo 2025–2027, pero se ha admitido que sin apoyo financiero del Estado, el proyecto podría presentar dificultades.

## Eventos
El estadio fue sede de la Copa Báltica 1996 donde Estonia jugó dos partidos:
| Fecha    | Partido            | Resultado | Evento          | Asistencia |
| -------- | ------------------ | --------- | --------------- | ---------- |
| 7-7-1996 | Estonia – Letonia  | 1–1       | 1996 Baltic Cup | 350        |
| 9-7-1996 | Estonia – Lituania | 1–1       | 1996 Baltic Cup | 350        |